# Коте Махарадзе
Махарадзе Коте (груз. კოტე მახარაძე; 17 листопада 1927, Тіфліс, Грузинська РСР — 19 грудня 2002, Тбілісі, Грузія) — грузинський актор, спортивний коментатор. Народний артист Грузії. Лауреат Державної премії Грузії. Почесний громадянин Тбілісі (1996).
Закінчив Тбіліський театральний інститут ім. Шота Руставелі. Професор. Керівник Театру одного актора «Веріко».
Знявся в українських фільмах:
- «…І чудова мить перемоги» (1984, коментатор)
- «Дві версії одного зіткнення» (1984)
- «Доглядачі пороку» (2000, Хічкок)

Автор книги «Репортаж без мікрофона» (2002).